# Житикаринский район
Житикаринский район (каз. Жітіқара ауданы) — административно-территориальная единица в Костанайской области, на расстоянии 217 км юго-западнее от областного центра города Костанай. Административный центр района — город Житикара.
В районе ведётся добыча золота, а также находится крупнейшее месторождение хризотил-асбеста в Казахстане.

## География
Житикаринский район находится на юго-западе Костанайской области. На севере район граничит с Денисовским районом, на востоке — с Камыстинским районом, на юге граница проходит с Адамовским и Светлинским районами Оренбургской области России, на западе — с Брединским районом Челябинской области России. Площадь района составляет 7311,99 км².

## История
В конце XVIII — начале XIX на территории района встречаются зимовки казахов Младшего жуза из рода жагалбайлы, телеу, тама и жаппас.
В 1868—1920 гг. территория современного района была частью Тургайской области в составе Кустанайского уезда (Джетыгаринская волость). 1 апреля 1921 года территория была частью Адамовского района в составе Кустанайской губернии.
15 августа 1922 года из Адамовского района была передана Джетыгаринская кочевая волость в Денисовский уезд, Кустанайская губерния.
Джетыгаринский район как административно-территориальная единица образован 17 января 1928 года. Центром района в момент образования было урочище Жайльма, с 1930 до 1936 года райцентр находился в посёлке Денисовка, с 1936 года им стал посёлок (с 1939 года — город) Джетыгара.
10 марта 1932 года Джетыгаринский район стал частью новообразованной Актюбинской области.
В 1936 году из 11 районов Актюбинской области, включая Джетыгаринский район, была создана Кустанайская область.
30 апреля 1997 года Указом Президента Казахстана транскрипция названия Джетыгаринского района на русском языке была изменена на Житикаринский район.

## Природа

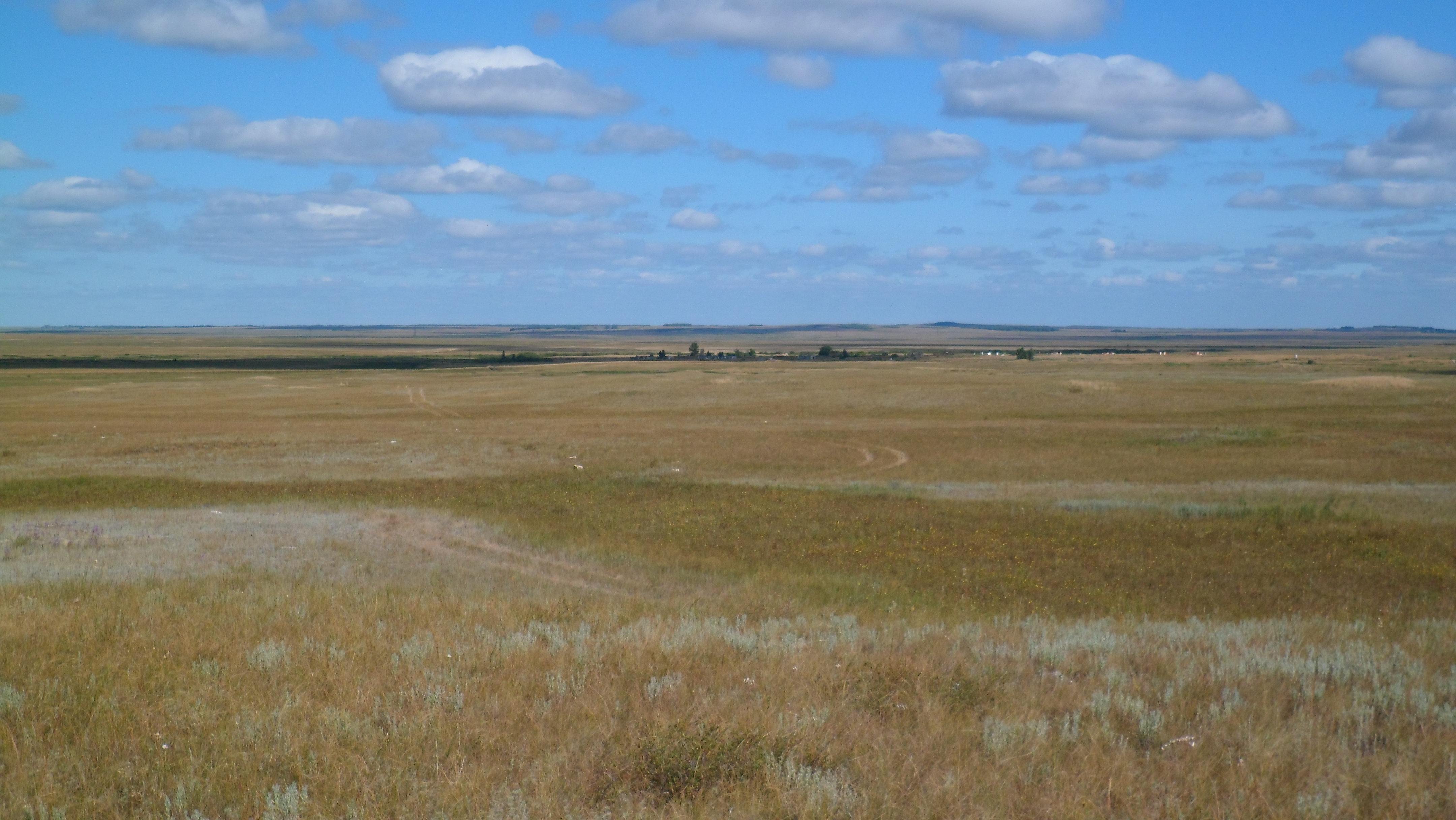
степи Житикаринского района

### Рельеф
Район располагается на территории Зауральского плато. Самая высокая точка — гора Житикара (414 м). В районе нет лесов, только на севере есть осиновые и березовые колки площадью 2000 га.

### Гидрография
Гидрографическая сеть представлена рекой Тобол и его притоками: Бозбие, Актастысай, Шортанды, Желкуар. Имеются озёра Тулубайкопа, Карамола, Кундыбай, Мюктиколь и другие.
На реке Желкуар с 1965 года в районе введено в эксплуатацию Желкуарское водохранилище. На реке Шортанды построено 2 плотины для регулирования подачи воды на дачные участки.

### Климат
Средние температуры января —17 °С, июля 20 °С. Количество осадков в год с востока на запад — от 250 до 350 мм.
| Показатель              | Янв.  | Фев.  | Март | Апр. | Май  | Июнь | Июль | Авг. | Сен. | Окт. | Нояб. | Дек.  | Год |
| ----------------------- | ----- | ----- | ---- | ---- | ---- | ---- | ---- | ---- | ---- | ---- | ----- | ----- | --- |
| Средняя температура, °C | −14,7 | −14,5 | −7,7 | 5,2  | 13,8 | 19,7 | 20,8 | 19,0 | 12,5 | 4,6  | −5,4  | −12,2 | 3,4 |
| Норма осадков, мм       | 15    | 15    | 17   | 21   | 39   | 36   | 47   | 34   | 20   | 25   | 20    | 19    | 308 |
| Источник:               |       |       |      |      |      |      |      |      |      |      |       |       |     |

### Почвы
Почвы района чернозёмные карбонатные и тёмно-каштановые.

### Флора и фауна
На территории района растительность степная: ковыль, овсяница, полынь. Обитают кабан, волк, лисица, корсак, несколько видов тушканчиков и др. На водоёмах гнездятся лебедь, гусь, утка, серая цапля.
В Желкуарском водохранилище обитают плотва сибирская, линь, щука обыкновенная, речной окунь.

## Население
| Численность населения | Численность населения | Численность населения | Численность населения | Численность населения | Численность населения | Численность населения | Численность населения | Численность населения | Численность населения |
| 1939                  | 1959                  | 1979                  | 1989                  | 1991                  | 1992                  | 1993                  | 1994                  | 1995                  | 1996                  |
| --------------------- | --------------------- | --------------------- | --------------------- | --------------------- | --------------------- | --------------------- | --------------------- | --------------------- | --------------------- |
| 25 508                | ↗31 652               | ↗66 597               | ↗74 121               | ↘66 700               | ↗69 300               | ↘68 800               | ↗69 600               | ↘64 400               | ↘62 900               |
| 1997                  | 1998                  | 1999                  | 2000                  | 2001                  | 2002                  | 2003                  | 2004                  | 2005                  | 2006                  |
| ↘59 800               | ↘56 660               | ↘54 655               | ↘53 156               | ↘52 522               | ↘51 679               | ↘51 415               | ↘51 224               | ↘51 213               | ↘51 164               |
| 2007                  | 2008                  | 2009                  | 2010                  | 2011                  | 2012                  | 2013                  | 2014                  | 2015                  | 2016                  |
| ↘50 995               | ↘50 494               | ↗50 523               | ↗50 761               | ↘50 664               | ↗50 825               | ↘50 816               | ↘50 449               | ↘50 032               | ↘49 492               |
| 2017                  | 2018                  | 2019                  |                       |                       |                       |                       |                       |                       |                       |
| ↘48 755               | ↘48 261               | ↘47 661               |                       |                       |                       |                       |                       |                       |                       |

Национальный состав 1939 года:
- казахи — 10 050 чел. (39,4 %)
- русские — 6 609 чел. (25,91 %)
- украинцы — 6 458 чел. (25,32 %)
- корейцы — 893 чел. (3,5 %)
- немцы — 522 чел. (2,1 %)
- татары — 490 чел. (1,92 %)
- другие — 486 чел. (1,9 %)
- Всего — 25 508 чел. (100,00 %)

Национальный состав (на начало 2019 года):
- казахи — 21 601 чел. (44,76 %)
- русские — 18 190 чел. (37,69 %)
- украинцы — 3583 чел. (7,42 %)
- немцы — 1635 чел. (3,39 %)
- татары — 1076 чел. (2,23 %)
- белорусы — 747 чел. (1,55 %)
- башкиры — 327 чел. (0,68 %)
- молдаване — 159 чел. (0,33 %)
- корейцы — 119 чел. (0,25 %)
- азербайджанцы — 114 чел. (0,24 %)
- другие — 710 чел. (1,47 %)
- Всего — 48 261 чел. (100,00 %)

## Экономика

### Промышленность

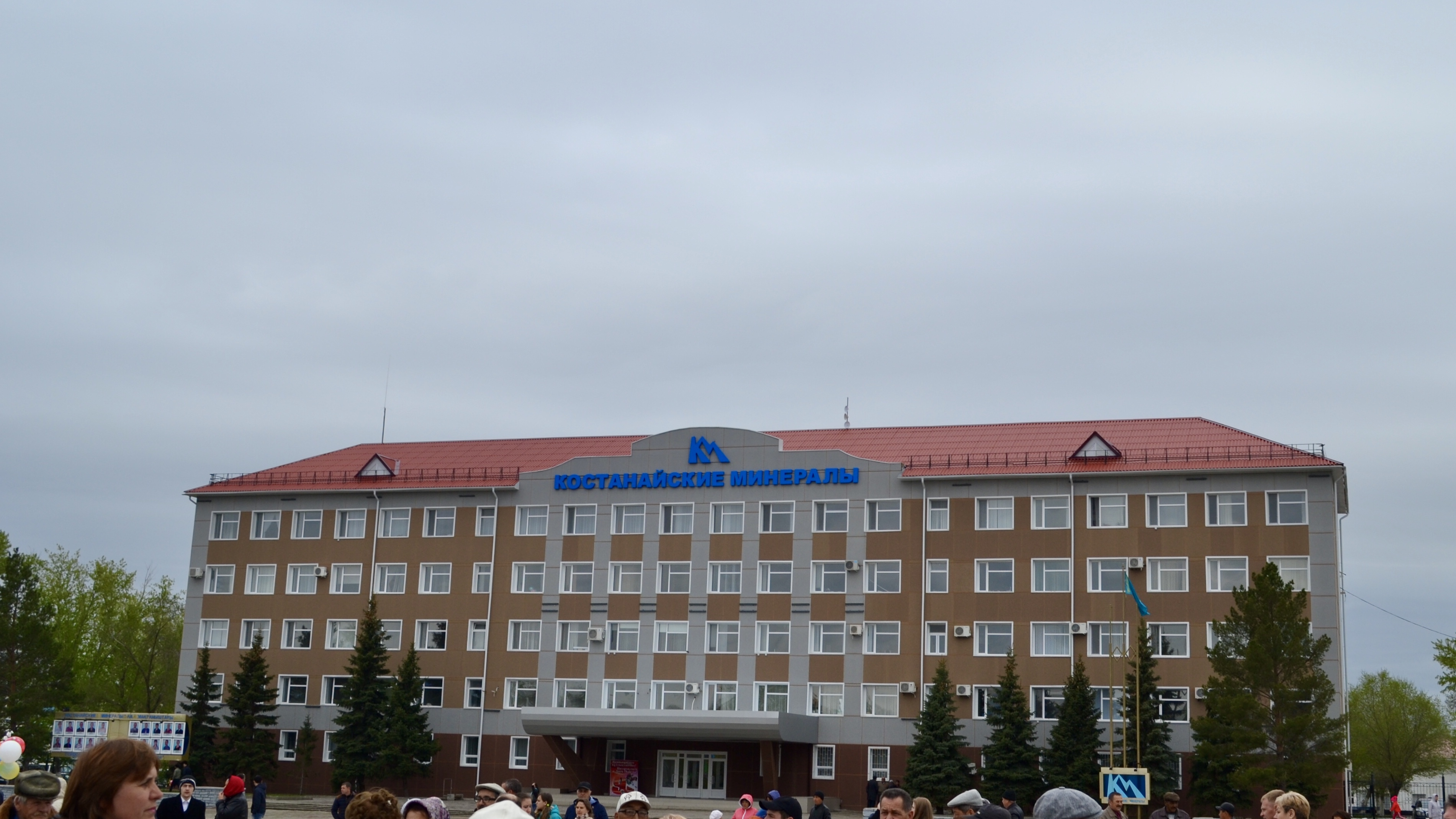
Здание АО «Костанайские минералы» на площади города Житикара

На территории имеются месторождения строительных материалов, в том числе Житикаринское месторождение хризотил-асбеста. До 1960 года разрабатывалось Житикаринское месторождение золота.
В начале XX века в районе были найдены золоторудные месторождения. В 1914 году появилось товарищество «Джетыгариских золотых приисков», затем реорганизованный в трест «Джетыгаразолото». В середине XX века добыча золота прекратилась. В 2001 году началось строительство Комаровского рудника (ТОО «Орион Минералс»), которое возобновило добычу золота в районе, а в 2003 году уже был получен слиток в 6 кг.
В районе находится крупное месторождение хризотил-асбеста и градообразующее предприятие города Житикара АО «Костанайские минералы». По запасам хризотил-асбеста месторождение занимает пятое место в мире.

### Транспорт

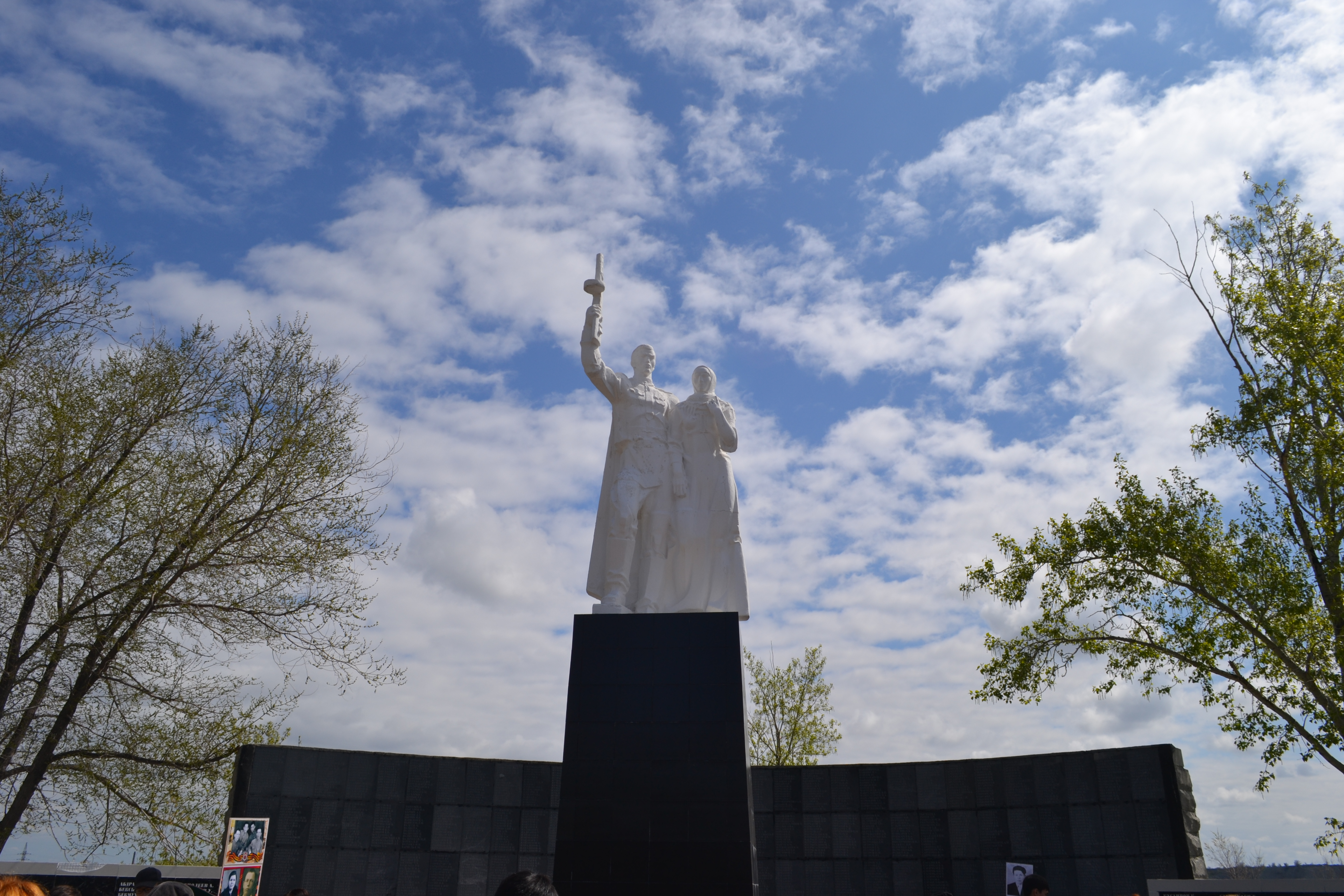
Памятник погибшим в годы Великой Отечественной войны в Житикаре

От автовокзала города Житикара курсируют автобусы по направлениям до Костаная, Магнитогорска, Троицка, Южноуральска, Челябинска, Актобе, а также сёл Житикаринского и Камыстинского районов, приграничных сёл Оренбургской области.
В районе курсирует пригородный поезд «Костанай — Житикара».
Через район проходит трасса A23 с выходом к границе России (Денисовка — Житикара — Муктиколь — Граница РФ).

## Культура
В районе насчитывается 94 памятника историко-культурного значения.

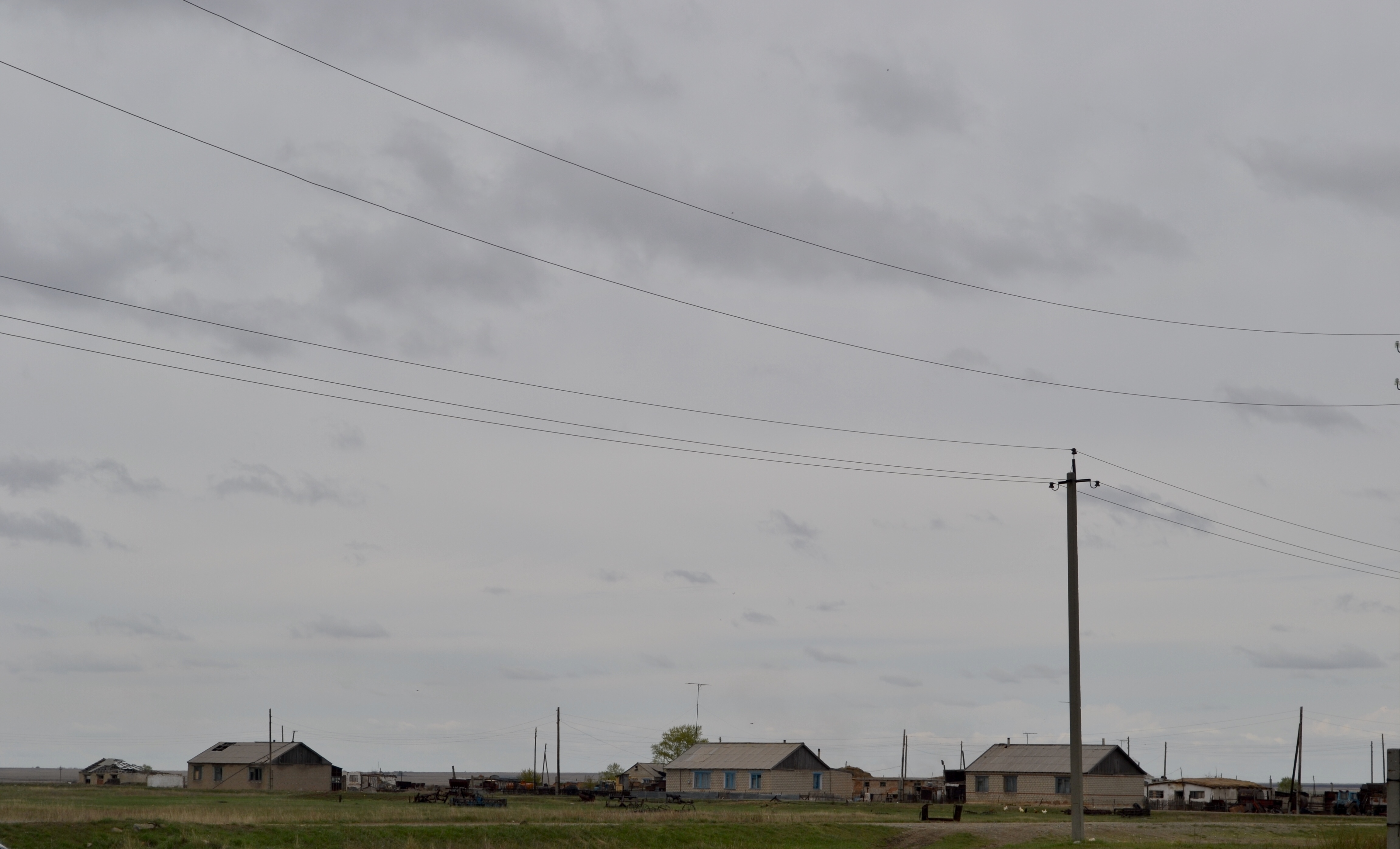
Вид на упразднённое село Кондыбай

В мае 1963 году в городе Житикара открылась районная библиотека — КГУ «Житикаринская районная централизованная библиотечная система». В состав библиотеки входит Центральная районная библиотека, центральная районная детская библиотека и 9 сельских подразделений.
С 1971 года в районе действует Дворец Культуры «Асбест».
11 марта 1978 года открылся первый музей в районе, с 1986 года назван «Музей истории Джетыгары» (сейчас филиал ГУ «Костанайского областного историко-краеведческого музея»). Фонд музея — 8390 экспонатов.

## Административно-территориальное деление
В составе района 1 город, 4 сельских округа и 6 сёл.
| Сельский округ / город районного значения | Населённые пункты                                                          |
| город Житикара                            | город Житикара                                                             |
| Большевистский сельский округ             | село Тургеневка, село Кусакан, село Хозрет, село Тасыбай, село Шевченковка |
| село Забеловка                            | село Забеловка                                                             |
| село Милютинка                            | село Милютинка                                                             |
| Муктикольский сельский округ              | село Муктиколь, село Волгоградское                                         |
| село Пригородное                          | село Пригородное                                                           |
| село Приречное                            | село Приречное                                                             |
| Степной сельский округ                    | село Степное, село Аккарга                                                 |
| Тохтаровский сельский округ               | село Тохтарово, село Львовка                                               |
| село Чайковское                           | село Чайковское                                                            |
| село Ырсай                                | село Ырсай                                                                 |

### Город Житикара
Город Житикара расположен на реке Шортанды. С 1936 года районным центром стал посёлок Джетыгара, а с 1939 года посёлок получил статус города.
С 1961 года город Джетыгара стал городом областного значения и вернулся в состав Житикаринского района в 1997 году Указом Президента и был переименован в город Житикара.
В городе находится крупнейший Житикаринский асбестовый горно-обогатительный комбинат (ныне АО «Костанайские минералы»).

## Главы района

### Председатели Джетыгаринского райисполкома
- Дощанов Жумагалий (1938—1940 гг.)
- Антоненко Павел Андреевич (1940—1941 гг.)
- Досаев Мухамедкалий (1941—1942 гг.)
- Абдрахманов Каныш (март 1942 — сентябрь 1943 г.)
- Жакупов Хажикей (сентябрь 1943 — июнь 1946 г.)
- Нурахметов Вали (июнь 1946 — май 1947 г.)
- Бисембаев Шиген (1947—1948 гг.)
- Петренко Иван Андреевич (1949—1954 гг.)
- Патокин Петр Андреевич (1955—1957 гг.)
- Бородкин Николай Максимович (июль 1957 — декабрь 1959 г.)
- Денисов Михаил Николаевич (декабрь 1959 — январь 1963 г.)
- Костенко Петр Ильич (январь 1963 — апрель 1974 г.)
- Сподин Анатолий Иосифович (апрель 1974 — август 1975 г.)
- Иващенко Василий Степанович (август 1975 — сентябрь 1980 г.)
- Лобач Анатолий Павлович (январь 1990 — апрель 1991 г.)
- Мазниченко Александр Андреевич (сентябрь 1980 — июнь 1982 г.)
- Муртазин Ризван Магзумович (июнь 1982 — январь 1990 г.)
- Муртазин Ризван Магзумович (апрель 1991 — март 1992 г.) (он же председатель райсовета)
- Исеноманов Салимжан Майлыбаевич (март 1992 — декабрь 1993 г.) (председатель райсовета)[36]

### Акимы района
- Муртазин Ризван Магзумович (глава районной администрации 12.02.1992) аким района с 5.10.95 по 3.06.1997
- Айткужинов Темиртай Маговьевич с 3.06.1997 по 6.10.1998 г.
- Дощанов Загапар Мустафович с 26.10.1998 по 14.05.1999 г.
- Тулеубаев Темиржан Тулеубаевич с 14.06.99 по 18.10.2001 г.
- Мустапаев Алтынбек Мусабекович с 22.10.2001 по 6.09.2005 г.
- Утепов Жаксыбек Ердосович с 6.09.2005 по 16.02.2007 г.
- Абенов Арман Таргинович с 1.03.2007 г. по 15.11.2008 г.[36]
- Испергенов Куандык Хайдарович с 11.2008 по 06.2013 г.[37]
- Утешов Мейрам Олжабаевич с 28.06.2013 по 28.09.2015 г.[38]
- Ибраев Абай Сарсембаевич с 28.09.2015 г. по 04.05.2021 г.
- Утегенов Нуржан Каиржанович с 04.05.2021 г. по 19.02.2024 г.
- Жаныспаев Аслан Амантаевич с 15.04.2024 г.[39]